# Стробери (Аризона)
Стробери (енгл. Strawberry) насељено је место без административног статуса у америчкој савезној држави Аризона.

## Демографија
По попису из 2010. године број становника је 961, што је 67 (-6,5%) становника мање него 2000. године.
| Група             | 2000.       | 2010.       |
| Белци             | 973 (94,6%) | 907 (94,4%) |
| Афроамериканци    | 1 (0,1%)    | 0 (0,0%)    |
| Азијати           | 7 (0,7%)    | 5 (0,5%)    |
| Хиспаноамериканци | 32 (3,1%)   | 33 (3,4%)   |
| Укупно            | 1.028       | 961         |